# Drosera graomogolensis
Drosera graomogolensis ist eine fleischfressende Pflanze aus der Gattung Sonnentau (Drosera). Sie ist in Peru heimisch und wurde 1997 von Tânia Regina dos Santos Silva erstbeschrieben. 

## Beschreibung
Drosera graomogolensis sind krautige Pflanzen mit einer Wuchshöhe von 15 bis 34 Zentimetern, die Sprossachse allein erreicht eine Länge von 4 bis 7 Zentimetern. 
Die in einer Rosette stehenden Blätter sind weinrot, länglich-rund, 1,5 bis 3,5 Zentimeter lang und 3 bis 6 Millimeter breit, im Alter am Stämmchen herabhängend. Die Blattunterseite ist unbehaart. Die Nebenblätter sind rechteckig, häutig und schlitzblättrig, sind 2 bis 4 Millimeter lang, 1,5 bis 2 Millimeter breit und über rund 1,5 bis 2,5 Millimeter geschlitzt. 
Die ein oder zwei Blütenstände sind 14 bis 31 Zentimeter lang, weinrot und mit Drüsenhaaren besetzt. Sie tragen 10 bis 16 Blüten. Die Blütenstandsachse ist 13,5 bis 18,5 Zentimeter lang, Tragblätter weinrot, linealisch und hinfällig, der Blütenstiel rötlich und 3 bis 4 Millimeter lang. Die Kelchblätter sind verwachsen, weinrot, die einzelnen Lappen 4 bis 6 Millimeter lang und 1,5 Millimeter breit und mit Trichomen besetzt. 
Die Kronblätter sind rund 7,5 bis 8 Millimeter lang und genagelt. Die Staubblätter sind 4 Millimeter lang, die Staubbeutel 1,5 Millimeter. Die drei Griffel sind vom Ansatz an gegabelt und 4 Millimeter lang, die sechs Narben zwei- oder dreilappig. Die Samen sind umgekehrt-eiförmig, die Oberfläche netzartig.

## Verbreitung
Die Art ist in der brasilianischen Region Grao-Mogol im Bundesstaat Minas Gerais heimisch. Dort wächst sie auf feuchten oder trockenen Sandböden zwischen Felsen oder an Flussufern.

## Nachweise
- Tânia Regina dos Santos Silva: Drosera graomogolensis (Droseraceae), a New Species from the Campos Rupestres of Minas Gerais, Brazil. In: Novon. Bd. 7, Nr. 1, 1997, ISSN 1055-3177, S. 85–87, JSTOR:3392080.